# Ołeksandr Hołowko (ur. 1972)
Ołeksandr Borysowycz Hołowko, ukr. Олександр Борисович Головко, ros. Александр Борисович Головко, Aleksandr Borisowicz Gołowko (ur. 6 stycznia 1972 w Chersoniu, Ukraińska SRR) – ukraiński piłkarz, grający na pozycji centralnego obrońcy, reprezentant Ukrainy, trener piłkarski.

## Kariera piłkarska

### Kariera klubowa
W 1991 roku jako 18 latek zadebiutował w klubie Tawrija Symferopol, z którą w następnym sezonie zdobył Mistrzostwo Ukrainy.
W 1995 roku przeszedł do Dynama Kijów, w którym występował przez 11 sezonów i odnosił z nim największe sukcesy.
W 2004 wyjechał do Chin, gdzie występował w klubie Qingdao Beilaite. Po sezonie wrócił do klubu, w którym zaczynał swoją karierę - Tawrija Symferopol. W 2006 ukończył karierę piłkarską.

### Kariera reprezentacyjna
W latach 1994–2005 występował w reprezentacji Ukrainy, w której rozegrał 58 meczów.

## Kariera trenerska
Po zakończeniu kariery zawodniczej od 2007 trenował juniorską reprezentację Ukrainy U-17, a od 2013 roku U-19. Od 2015 do 27 grudnia 2018 stał na czele młodzieżowej reprezentacji Ukrainy.

## Sukcesy i odznaczenia

### Sukcesy klubowe
- mistrz Ukrainy (8x): 1992, 1996, 1997, 1998, 1999, 2000, 2001, 2003
- zdobywca Pucharu Ukrainy (5x): 1996, 1998, 1999, 2000, 2003

### Odznaczenia
- tytuł Mistrza Sportu Ukrainy: 1992